# Calyptra intensiva
Calyptra intensiva är en fjärilsart som beskrevs av W. Warren 1913. Calyptra intensiva ingår i släktet Calyptra och familjen nattflyn. Inga underarter finns listade i Catalogue of Life.